# 金山镇 (南靖县)
金山镇，是中华人民共和国福建省漳州市南靖县下辖的一个乡镇级行政单位。

## 行政区划
金山镇下辖以下地区：
金峰社区、金山村、东建村、河墘村、马公村、下麻村、荆美村、安后村、大山村、霞涌村、水美村、荆都村、新村、新内村、北星村、后眷村、都美村、碧溪村、内安村和上麻村。

## 交通
319国道、 厦蓉高速贯通全境。

## 名胜
景点有鹅仙洞、九鲤飞真庙。